# Heterotetrax
Heterotetrax är ett släkte med fåglar i familjen trappar inom ordningen trappfåglar. Släktet omfattar tre arter som förekommer i Afrika söder om Sahara:
- Bruntrapp (Heterotetrax humilis)
- Namibtrapp (Heterotetrax rueppelii)
- Karrootrapp (Heterotetrax vigorsii)

Släktet inkluderades tidigare i Eupodotis.